# Bacup
Pour l’article ayant un titre homophone, voir Backup.
Bacup (prononcé : [ˈbeɪkəp]) est une ville du Lancashire, en Angleterre. Elle est située dans le district de Rossendale. Au moment du recensement de 2011, elle comptait 13 323 habitants.